# Petite Fille dans un fauteuil bleu
Petite Fille dans un fauteuil bleu (en anglais : Little Girl in a Blue Armchair) est une peinture à l'huile de 1878 réalisée par  l'artiste américaine Mary Cassatt. Le tableau figure dans la quatrième exposition de peinture des impressionnistes en 1879 à Paris, ville où l'artiste a longtemps vécu et établi des liens avec ce groupe de peintres. Mary Cassatt est connue pour ses portraits d'enfants et de mères qu'elle représente dans la simplicité de la vie quotidienne ; ce tableau compte parmi ses plus grandes réussites dans cette veine thématique. 
Le tableau est souvent invoqué comme un exemple de l'influence exercée sur l'artiste par le peintre Edgar Degas. 

## Description
Une fille est assise dans un fauteuil bleu dans un salon où se trouvent également trois autres fauteuils de la même couleur turquoise. Le regard baissé, elle semble indifférente aux regards qui seraient portés sur elle. Sur le fauteuil qui lui fait face, un chien (un griffon bruxellois offert par Degas à l'artiste,,,) sommeille, apportant une touche sombre semblable à celle de parties des vêtements du personnage. La lumière entre par les portes-fenêtres. La fille est bien habillée selon la mode de l'époque, mais elle a une « pose antimondaine », sans souci de son apparence. Elle a l'air de s'ennuyer, ou d'être fatiguée. 
La petite fille paraît noyée dans un espace conçu pour les adultes, parmi des fauteuils au caractère massif. Le  sentiment de désorientation qui se dégage de la scène donne une idée de l'ennui ressenti par une enfant en décalage par rapport aux contraintes sociales. 
Selon l'historienne de l'art Petra Chu le tableau donne « une image radicalement nouvelle de l'enfance ».

## Influence de Degas
Mary Cassatt était proche d'Edgar Degas, peintre impressionniste, d'un point de vue artistique et personnel ; la mère et la grand-mère de Degas étaient américaines. Degas a travaillé l'arrière-plan du tableau ; cette intervention directe dans l'oeuvre peut surprendre aujourd'hui, mais elle était une pratique courante à l'époque, surtout de la part d'artistes hommes qui « aidaient » de cette manière des femmes. La participation de Degas, attestée par une lettre de Mary Cassatt, a été confirmée par la photographie infrarouge.
La composition décentrée et asymétrique, la pose naturelle du personnage, l'attention portée à des moments simples d'intimité, rappellent la manière de Degas.

## Analyses

### Points de vue féministes
Comme d'autres œuvres de Mary Cassatt, celle-ci a donné lieu à une lecture féministe. L'éducation des enfants était réservée aux femmes exclusivement, par conséquent, peu d'artistes hommes représentaient des bébés ou de jeunes enfants. Par ailleurs les femmes peintres étaient exclues des grands genres historiques considérés comme nobles, et ne pratiquaient pas non plus la peinture du nu, elles se sont donc spécialisées dans la figuration de la sphère domestique, à laquelle elles avaient un accès privilégié. 
Selon Griselda Pollock, Mary Cassatt «au lieu de montrer les filles et les femmes à leur toilette ou au bain, sur un mode voyeuriste, comme le font Degas ou Manet, les a représentées comme des sujets, et non comme des corps». Dans le tableau Petite Fille dans un fauteuil bleu en particulier, Mary Cassatt ne peint pas seulement une enfant dans un salon ; elle traduit aussi la perception que l'enfant a de ce salon : « le point de vue à partir duquel la pièce a été peinte est bas, de sorte que les chaises sont grandes comme si elles étaient imaginées du point de vue d'une petite personne placée parmi d'énormes obstacles rembourrés. L'arrière-plan s'éloigne brusquement, indiquant un sens de la distance différent de celui d'un adulte » . 

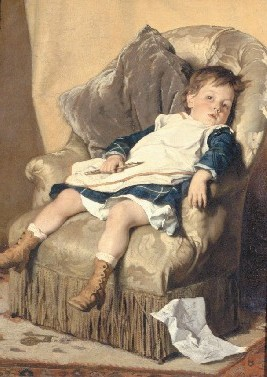
Alfred Cluysenaar, Une vocation, 1875, huile sur toile,.

Le tableau est étudié dans l'ouvrage important de Harriett Chessman paru en 1993 Mary Cassatt and the Maternal Body . Reprenant la notion des « espaces de féminité » élaborée par Griselda Pollock , l'historienne de l'art Harriett Chessman voit dans la représentation du corps de l'enfant chez Mary Cassatt un moyen d'évoquer la sexualité féminine ; soulignant la pose décontractée de la fille dans le tableau Petite Fille dans un fauteuil bleu, elle suggère que cette œuvre pourrait renvoyer à l'Olympia d'Édouard Manet (1863), peintre proche de l'impressionnisme.

### Comparaison avec un portrait contemporain
Alors que Petite Fille dans un fauteuil bleu a été refusé à la galerie d'art du pavillon américain de l'Exposition universelle de 1878, une œuvre très semblable, en termes de pose, du peintre belge Alfred Cluysenaar, avait été acceptée dans le pavillon belge. Les deux portraits différaient dans leur traitement, celui de Cluysenaar étant conventionnel alors que celui de Cassatt était plus complexe dans son psychologisme et audacieux dans sa gestion de l'arrière-plan. Dans le tableau de Cluysenaar, le garçon porte sur  le spectateur un regard direct et simple, tandis que le regard de la petite fille de Cassatt est un regard latéral plus insaisissable qui affirme son indépendance.

## Histoire du tableau
Mary Cassatt a soumis le tableau à la galerie d'art du pavillon américain de l'Exposition universelle de 1878. À sa grande déception, il a été rejeté. Elle a exprimé son mécontentement dans une lettre de 1903 au marchand d'art parisien Ambroise Vollard, qui montre à quel point Edgar Degas avait été impliqué dans la conception de l'œuvre (le modèle même est une fille d'amis de Degas) : « Ce tableau était le portrait d'une fille amie de M. Degas. J'avais peint l'enfant dans le fauteuil, il a trouvé que le résultat était bon, m'a conseillé sur le fond et il a même travaillé dessus. Je l'ai envoyé à la section américaine de la grande exposition de 1878, ils l'ont refusé… J'étais furieuse, d'autant plus qu'il y avait travaillé. À cette époque, cela paraissait nouveau et le jury était composé de trois personnes dont une était pharmacienne ! »,,. En effet, la peinture est souvent citée comme un exemple de l'influence de Degas sur l'œuvre de Cassatt,.
Le tableau est une des onze œuvres de Mary Cassatt figurant dans la quatrième exposition de peinture des impressionnistes en 1879. 
Le tableau a été acheté à l'artiste par Ambroise Vollard vers 1903 pour sa galerie, puis acquis plus tard par Hector Brame. Il a été vendu en 1963 à M. et Mme Paul Mellon. Ce couple l'a prêté à la National Gallery of Art pour des expositions et le lui a finalement offert en 1983. 
En 2013, Kate Mara et Kevin Spacey se rencontrent face au tableau dans la National Gallery of Art lors du 9e épisode Tout compte fait de la 1re saison de la série House of Cards. 
Le tableau sert d'affiche à l'exposition de l'œuvre de Mary Cassatt au Musée Jacquemart-André à Paris en 2018.